# Eleição presidencial no Egito em 2014
A eleição presidencial egípcia de 2014 ocorreu entre os dias 26 e 28 de maio. Houve apenas dois candidatos, o ex-ministro da Defesa do Egito, Abdel Fattah el-Sisi e Hamdeen Sabahi. As eleições ocorreram quase um ano após os protestos de junho de 2013 que levaram el-Sisi a depor o então presidente do Egito, Mohamed Morsi. As eleições, que foram planejadas para ocorrer por dois dias foram prorrogadas para um terceiro dia. Os números oficiais mostraram 25.578.233 votos nas eleições, uma afluência de 47,5%, com el-Sisi vencendo com 23.780.000 votos, 96,91%, mais de dez milhões de votos que o ex-presidente Mohamed Morsi (que recebeu 13 milhões de votos contra seu adversário no segundo turno das eleições presidenciais egípcias de 2012).

## Antecedentes
As eleições presidenciais foram criadas após os protestos egípcios de 30 de junho de 2013, em que o presidente Mohamed Morsi foi deposto, e na sequência do referendo constitucional de janeiro de 2014. O presidente interino Adly Mansour anunciou em 26 de janeiro de 2014 que a eleição presidencial seria realizada antes da eleição parlamentar. Uma comissão de cinco membros foi formada para acompanhar a eleição. O prazo para apresentação de propostas relativas à lei eleitoral era 9 de fevereiro. A lei das eleições presidenciais foi emitida pelo presidente em 8 de março.

## Conduta e controvérsias
O Partido da Aliança Socialista Popular e os socialistas revolucionários se opuseram ao uso da mídia pelo Estado para a promoção de el-Sisi como candidato.  O Partido da Aliança Socialista Popular também exigiu "eleições justas, transparentes, credíveis" e argumentou que permitir que a eleição se transformasse em um referendo sobre um único candidato significaria o estabelecimento de um Estado totalitário. Ahmed Douma, um ativista e membro da Corrente Popular, atualmente preso por suposta violação de uma lei antiprotesto, solicitou a Hamdeen Sabahi que retirasse a sua candidatura, a menos que a lei sobre protestos fosse anulada e os prisioneiros cuja prisão é justificada por esta lei ou de outra forma associada à sua aplicação fossem libertados. Sabahi e sua campanha emitiram denúncias de viés estatal, assaltos e prisões arbitrárias contra manifestantes pró-Sabahi, e destruição de documentos de endosso a candidatos. Sabahi também acusou a campanha de Sisi de subornar os cidadãos para angariar endossos, além de ter orquestrado arranjos antecipados para a aquisição de endossos. A Comissão de Eleições Presidenciais afirmou que Sabahi quebrou as regras eleitorais, ao anunciar sua campanha prematuramente e que irá investigar o assunto. Em resposta a ações empreendidas pelas autoridades governamentais durante o andamento do processo de votação, Sabahi retirou seus representantes de campanha das assembleias de voto e descreveu a eleição como "um processo aparentemente não-democrático, que carece de um mínimo de liberdade de expressão". A campanha de Sabahi denunciou a prisão de muitos de seus membros durante todo o curso do processo de votação.

### Contexto da votação
Desde a destituição do presidente Mohamed Mursi, a Irmandade Muçulmana (do qual ele foi candidato nas eleições presidenciais de 2012) está listada como uma "organização terrorista" e foi proibida. Os protestos que se seguiram foram violentamente reprimidos pelo governo, e centenas de condenações à morte proferidas em circunstâncias controversas contra os apoiantes da Irmandade Muçulmana. Em resposta, a Irmandade Muçulmana, o principal movimento político nacional, pediu um boicote.
Para Alain Gresh, editor da revista mensal Le Monde Diplomatique, a grande mídia egípcia transformou-se em uma forma de "propaganda" e "desinformação" em favor do golpe militar e do candidato militar para a eleição presidencial, Abdel Fattah al-Sissi.

### Denúncias de fraude eleitoral
A votação em si foi cenário de um grande número de graves irregularidades. Devido à falta de comparecimento no primeiro dia da eleição, uma série de medidas foram tomadas pelas autoridades:
- ao segundo dia da eleição, foi declarado um feriado;[24]
- fechamento de um grande número de centros comerciais no país;
- foi solicitado ao setor privado que permitisse que os funcionários fossem votar;
- foi anunciado que, quem não votasse deveria pagar 500 libras egípcias de multa e estaria sujeito a ação penal;[24]
- foi pronunciado transporte gratuito;
- foi prorrogado o dia da votação[24], em contradição com o artigo 10 da lei sobre a eleição presidencial, que exige a publicação com antecedência dessa decisão no órgão oficial.[23]

Apesar destas medidas ilegais, a taxa de participação foi inferior a 50%.

## Resultados eleitorais
| Candidatos              | Candidatos              | Partidos                 | Votos      | %               |
| ----------------------- | ----------------------- | ------------------------ | ---------- | --------------- |
|                         | Abdel Fatah al-Sisi     | Independente             | 23 780 114 | 96,91 / 100,00  |
|                         | Hamdeen Sabahi          | Corrente Popular Egípcia | 757 511    | 3,09 / 100,00   |
| Votos Válidos           | Votos Válidos           | Votos Válidos            | 24 537 625 | 95,93 / 100,00  |
| Votos Inválidos         | Votos Inválidos         | Votos Inválidos          | 1 040 608  | 4,07 / 100,00   |
| Total de votos          | Total de votos          | Total de votos           | 25 578 233 | 100,00 / 100,00 |
| Eleitorado apto a votar | Eleitorado apto a votar | Eleitorado apto a votar  | 53 848 890 | 47,50 / 100,00  |